# Hoshifuru Ōkoku no Nina
Hoshifuru Ōkoku no Nina (星降る王国のニナ lit. Nina del Reino Estrellado?) es una serie de manga japonesa escrita e ilustrada por Rikachi. La serie comenzó a serializarse en Be Love en octubre de 2019. A diciembre de 2023, la serie se ha recopilado en doce volúmenes de tankōbon. Una adaptación de la serie de televisión de anime producida por Signal.MD se estrenó en octubre de 2024.
En 2022, Hoshifuru Ōkoku no Nina ganó el 46.º Premio de Manga Kōdansha en la categoría shōjo.

## Argumento
Desde pequeña, Nina lo ha tenido difícil para sobrevivir. Nacida con unos increíbles ojos azules como el lapislázuli, Nina ha tenido que disfrazarse de chico y robar, solo para acabar siendo vendida como esclava por su propio hermano adoptivo. Pero son esos ojos los que han llamado la atención de su nuevo dueño, el príncipe Azure, quien tiene planes para ella: quiere que tome el lugar de la recientemente fallecida princesa Alisha, para cumplir el compromiso de casarse con el príncipe de Galgada. Solo Azure y algunos sirvientes conocen la verdad, y Nina debe aprender a vivir y comportarse como una princesa. Nina no es de las que se rinde fácilmente, pero en Azure puede haber encontrado la horma de su zapato. Pero ¿puede realmente confiar en Azure? ¿Y como puede evitar que crezcan los sentimientos en su corazón, aunque sepa que debe casarse con otro?

## Personajes
Nina (ニナ?)
 Seiyū: Minami Tanaka, Estefanía Piedra (español latino)
Azure (アズール Azūru?)
 Seiyū: Yūichirō Umehara, Óscar López (español latino)
Sett (セト?)
 Seiyū: Koki Uchiyama, Elliot Leguizamo (español latino)
Muhulum (ムフルム Mufurumu?)
 Seiyū: Nao Tōyama
Dytus (ダイタス Daitasu?)
 Seiyū: Tatsuya Tomizawa
Yor (ヨル Yoru?)
 Seiyū: Seiichiro Yamashita, José Ángel Torres (español latino)
Bidoh (ビドー Bidō?)
 Seiyū: Kaito Ishikawa
Toat (トート Tōto?)
 Seiyū: Shun Horie

## Contenido de la obra

### Manga
El manga fue escrita e ilustrada por Rikachi, la serie comenzó a serializarse en Be Love el 1 de octubre de 2019. A diciembre de 2023, los capítulos individuales de la serie se han recopilado en doce volúmenes de tankōbon.
En febrero de 2021, Kodansha USA anunció que había obtenido la licencia de la serie para su publicación en inglés. Durante su panel en Anime NYC 2022, Kodansha USA anunció un lanzamiento impreso para el otoño de 2023.

### Anime
El 30 de noviembre de 2023 se anunció una adaptación de la serie de televisión de anime. Es producida por Signal.MD y dirigida por Kenichiro Komaya, con guiones escritos por Yuka Yamada, personajes diseñados por Kyoko Taketani y música compuesta por Natsumi Tabuchi. La serie se estrenó el 10 de octubre de 2024 en Tokyo MX y BS Asahi. La serie fue la última producción de anime de Signal.MD, ya que el estudio se fusionará con Production I.G en junio de 2025. El tema de apertura es "nina" interpretado por Maaya Sakamoto, mientras que el tema de cierre es "Hoshi no Dengon" interpretado por Nao Tōyama. Crunchyroll obtuvo la licencia de la serie fuera de Asia.
El 18 de septiembre de 2024, Crunchyroll anunció que la serie había recibido un doblaje en español latino, la cual se estrenó el 7 de octubre.

## Recepción
Hoshifuru Ōkoku no Nina ganó el 46° Premio de Manga Kōdansha en la categoría shōjo en 2022. Yuka Shiraishi de Real Sound incluyó la serie como el sexto Mejor Manga en 2021.
Brianna Fox-Priest de Otaku USA elogió los diseños de personajes y la historia y afirmó: "Hay más mangas románticos emocionantes, pero este tiene espacio para crecer. A juzgar por las portadas de futuras entregas, Nina The Starry Bride tiene más historia que desarrollar". Como parte de la guía de manga de primavera de 2021 de Anime News Network, Rebecca Silverman y Lynzee Loveridge revisaron la serie para el sitio web. Silverman elogió al protagonista principal, la obra de arte y la historia y afirmó: "Vale la pena leerlo. El arte es limpio y muestra un hermoso uso de los detalles, especialmente en la ropa, hay suficiente intriga para mantener las cosas en movimiento". Loveridge tenía opiniones similares sobre la serie.